# Tina Knowles
Celestine (Tina) Beyoncé Knowles-Lawson (Galveston (Texas), 4 januari 1954) is een Amerikaans modeontwerpster.
Ze is de moeder van Beyoncé en Solange Knowles, voormalig echtgenote van muziekmanager Mathew Knowles, en tevens dochter van de bekende Franse klerennaaister Agnéz Deréon. De achternaam die ze op haar geboortecertificaat heeft gekregen is Beyonce, terwijl dit Beyincé had moeten zijn. Zij heeft een jongere broer en is de tante van Angela Beyincé (Beyoncés assistent). Zij bezat haar eigen schoonheidssalon genoemd The Salon.
Jarenlang heeft Tina Knowles voor Destiny's Child (waar haar dochter Beyoncé deel van uitmaakte) de kleding verzorgd. Inmiddels heeft Knowles met haar dochter Beyoncé een eigen kledinglijn opgericht, genaamd House of Deréon.
Tina is de kracht achter de couturekleding van Deréon.
In 2015 trouwde ze met acteur Richard Lawson.
- Library of Congress Control Number: n2002069388
- MusicBrainz: 03d57022-4b65-44fe-8e1f-8bcc7a35ff09
- Virtual International Authority File: 46124314
- WorldCat: E39PBJxrRGQJ93JQrkdtwbbw4q